# 正回饋

正回饋系統的工作方式

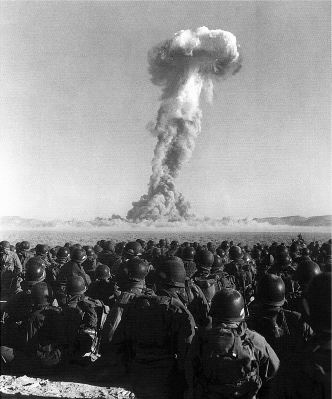
化學或核反應的正反饋會導致爆炸

正回饋（英語：positive feedback），是反馈的一種。是指一系統的輸出影響到輸入，使得輸出變動後會影響到輸入，造成輸出變動持續加大的情形；同理，如果輸出變動持續減少、負面效應加大，就稱為負回饋。
簡單來說，當A產生了更多的B，B會回過來產生更多的A，這個過程就稱為正回饋。在機械、電機、電子、化學、生理、經濟或是其他系統都會有類似的情形。

## 舉例

### 社會
马太效应就是社會上常見的正回饋現象，例如收入分配不合理可能導致「富者愈富，貧者愈貧」。

### 全球暖化
有專家指出，若全球变暖不能得到有效控制，可能觸發碳循環回饋，即全球暖化導致固定的碳（植被、可燃冰等形式）以二氧化碳的形式排出，造成更嚴重的昇溫。

### 核電廠
目前商用輕水反應爐是靠著安全裝置採非正回饋系統，當安全裝置大規模失靈時，核反應會無法控制，而發生災難（如福島核災）。核融合發電是負回饋系統，但離商轉還很遠。

## 避免
正回饋會造成系統振盪，因此大多數的系統會加入阻尼或是負回饋，避免系統因振盪造成不穩定甚至損壞。

## 延伸閱讀
- Norbert Wiener (1948), Cybernetics or Control and Communication in the Animal and the Machine, Paris, Hermann et Cie - MIT Press, Cambridge, MA.
- Katie Salen and Eric Zimmerman. Rules of Play. MIT Press. 2004. ISBN 0-262-24045-9. Chapter 18: Games as Cybernetic Systems.

## 外部連結
- 正反饋效應（簡體 （页面存档备份，存于） 繁體 （页面存档备份，存于）） 拯救地球
- 韩德强：想象正反馈经济学 （页面存档备份，存于） 韩德强正道网 （简体中文）